# José Alejandro Reyes
José Alejandro Reyes Cerna (Tegucigalpa, Honduras, 5 de noviembre de 1997) es un futbolista hondureño. Juega como mediocampista y su equipo actual es el Sporting F. C. de la Primera División de Costa Rica.

## Trayectoria

### Olimpia
Debutó con Olimpia el 19 de noviembre de 2016, bajo la conducción técnica del argentino Héctor Vargas, en un encuentro que los «albos» perdieron por 2 a 0 contra Honduras Progreso.

## Selección nacional

### Selecciones menores
Ha sido seleccionado sub-20. 
Participaciones
| Torneo                    | Sede          | Resultado    | Partidos | Goles |
| ------------------------- | ------------- | ------------ | -------- | ----- |
| Campeonato Sub-20 de 2017 | Costa Rica    | Subcampeón   | 3        | 0     |
| Mundial Sub-20 de 2017    | Corea del Sur | Primera fase | 4        | 0     |

## Estadísticas
| Club                        | Temporada     | Liga  | Liga  | Copa Nacional | Copa Nacional | Copa Internacional | Copa Internacional | Total | Total |
| Club                        | Temporada     | Part. | Goles | Part.         | Goles         | Part.              | Goles              | Part. | Goles |
| --------------------------- | ------------- | ----- | ----- | ------------- | ------------- | ------------------ | ------------------ | ----- | ----- |
| C. D. Olimpia Honduras      |               |       |       |               |               |                    |                    |       |       |
| 2016-17                     | 1             | 0     | -     | -             | 0             | 0                  | 1                  | 0     |       |
| 2017-18                     | 13            | 1     | -     | -             | 2             | 0                  | 15                 | 1     |       |
| 2018-19                     | 25            | 2     | -     | -             | -             | -                  | 25                 | 2     |       |
| 2019-20                     | 8             | 1     | -     | -             | 1             | 0                  | 9                  | 1     |       |
| 2020-21                     | 12            | 2     | -     | -             | 0             | 0                  | 12                 | 2     |       |
| Total                       | 59            | 6     | 0     | 0             | 3             | 0                  | 62                 | 6     |       |
| Real C. D. España Honduras  |               |       |       |               |               |                    |                    |       |       |
| 2020-21                     | 13            | 0     | -     | -             | -             | -                  | 13                 | 0     |       |
| 2021-22                     | 27            | 2     | -     | -             | -             | -                  | 27                 | 2     |       |
| 2022-23                     | 25            | 2     | -     | -             | 7             | 2                  | 32                 | 4     |       |
| Total                       | 65            | 4     | 0     | 0             | 7             | 2                  | 72                 | 6     |       |
| C. D. Génesis Honduras      |               |       |       |               |               |                    |                    |       |       |
| 2023-24                     | 20            | 4     | -     | -             | -             | -                  | 20                 | 4     |       |
| Total                       | 20            | 4     | 0     | 0             | 0             | 0                  | 20                 | 4     |       |
| Sporting F. C. · Costa Rica |               |       |       |               |               |                    |                    |       |       |
| 2023-24                     | 10            | 1     | -     | -             | -             | -                  | 10                 | 1     |       |
| Total                       | 10            | 1     | 0     | 0             | 0             | 0                  | 10                 | 1     |       |
| Total carrera               | Total carrera | 154   | 15    | 0             | 0             | 10                 | 2                  | 164   | 17    |

## Palmarés

### Campeonatos nacionales
| Título          | Club          | País     | Año  |
| --------------- | ------------- | -------- | ---- |
| Torneo Apertura | C. D. Olimpia | Honduras | 2019 |
| Torneo Apertura | C. D. Olimpia | Honduras | 2020 |

### Campeonatos internacionales
| Título        | Club          | Lugar    | Año  |
| ------------- | ------------- | -------- | ---- |
| Liga Concacaf | C. D. Olimpia | San José | 2017 |